# Simple and Fast Multimedia Library
SFML est une interface de programmation bas niveau destinée à construire des jeux vidéo ou des programmes interactifs. Elle est écrite en C++, mais également disponible dans divers langages comme C, D, Python, Ruby, OCaml ou Microsoft .NET. Elle a entre autres pour but de proposer une alternative orientée objet à la SDL.
Elle a également la particularité de fournir un graphisme 2D accéléré en utilisant OpenGL en interne, qui permet à l'utilisateur de s'affranchir de la gestion d'une pseudo-3D.
Composée de nombreux modules, elle peut être utilisée en tant que système de fenêtrage minimal pour s'interfacer avec OpenGL, ou en tant que bibliothèque multimédia riche en fonctionnalités pour construire des jeux vidéo ou des programmes interactifs.

## Modules
SFML possède actuellement cinq modules distincts spécialisés. Ces différents modules sont tous utilisables séparément (sauf le module graphique qui dépend aussi du module de fenêtrage) mais dépendent tous du module système.

### Module système
Le module système gère principalement le temps (horloge...). Il propose aussi un système de thread permettant d'exécuter en parallèle plusieurs séquences d'instructions, par exemple pour améliorer les performances ou créer un gestion efficace du réseau. Néanmoins les développeurs conseillent l'utilisation de la classe std::thread présente au sein de la bibliothèque standard depuis la norme C++11.

### Module de fenêtrage
Le module de fenêtrage gère la création des fenêtres et leurs caractéristiques (taille, plein-écran, anticrénelage, synchronisation verticale, framerate...). Il gère aussi les interactions avec l'utilisateur grâce à un système d'événements (clavier, souris, joystick...). Enfin il peut servir à utiliser SFML comme interface avec OpenGL, qui n'est pas suffisant à lui seul pour créer un programme complet et nécessite entre autres un système de fenêtrage et d'interactions avec l'utilisateur.

### Module graphique
Le module graphique permet de dessiner tout objet qui sera visible dans la fenêtre (rectangles, disques, polygones, textes... mais aussi formes plus complexes grâce aux tableaux de points) et d'y appliquer une texture. Ces objets peuvent être transformés (translation, rotation, homothétie). Il gère aussi la caméra 2D et permet l'exécution de shaders écrits en GLSL.

### Module audio
Le module audio permet de jouer des sons et des musiques, aux formats WAV, OGG/Vorbis ou FLAC (pour des raisons de licence le format MP3 n'est pas supporté). Il gère aussi des effets simples comme le volume, la hauteur, la spatialisation ou la lecture en boucle.

### Module réseau
Le module réseau permet d'utiliser de manière portable les sockets, avec le protocole TCP (connecté) ou le protocole UDP (non connecté) et propose un système de paquets pour sérialiser aisément des données. Il permet aussi de communiquer avec un serveur HTTP et de transférer des fichiers avec le protocole FTP.

## Langages supportés
Le numéro indiqué donne la version à laquelle la bibliothèque est disponible.

### Liaisons officiels
- C++ : 2.5
- C : 2.3
- .Net (C#, VB.Net...) : 2.2

### Liaisons externes
- Ada : 2.5
- Crystal : 2.3
- D : 2.1 et 2.3
- Euphoria : 2.2
- Go : 2.0
- Haskell : 2.3
- Java : 2.2
- Julia : 2.2
- Nim : 2.3
- OCaml : 2.0 et 2.2
- Pascal : 2.3
- Python : 2.2
- Ruby : 2.0
- Rust : 2.1
- Zig: 2.3

## Historique des versions
- 1.0 (Juillet 2007)
  - 1.1 (18 septembre 2007)
  - 1.2 (16 janvier 2008)
  - 1.3 (22 juin 2008)
  - 1.4 (7 janvier 2009)
  - 1.5 (4 juin 2009)

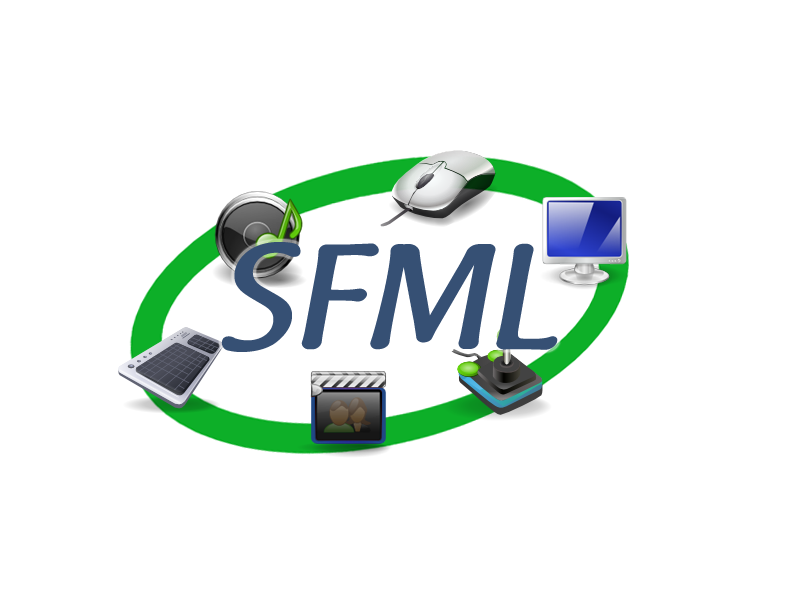
Logo de la version 1.6.

Logo depuis la version 2.0.

  - 1.6 (6 avril 2010) : il s'agit principalement de corrections de bogues, l'équipe travaillant principalement sur la version 2.0 de la bibliothèque.
- 2.0 (30 avril 2013) : Refonte complète de la bibliothèque.
  - 2.1 (27 juillet 2013) : Correction de bugs [4].
  - 2.2 (17 décembre 2014)
  - 2.3 (3 mai 2015)
    - 2.3.1 (27 juin 2015)
    - 2.3.2 (24 août 2015)

  - 2.4.1 (21 juin 2016)
  - 2.4.2 (8 février 2017)
  - 2.5 (9 mai 2018)